# 美国翻译协会
美国翻译协会（英語：American Translators Association，缩写为ATA），成立于1959年，现为美国最大的笔译和口译专业协会，在90个国家有1万多名成员。
任何对翻译和口译感兴趣的人都可以成为专业人士或学术追求者。 成员包括翻译、教师、项目经理、网络和软件开发人员、语言服务公司、医院人员、大学和政府机构人员。
美国翻译协会为其成员提供某些语言组合的认证考试。
与工会不同的是，ATA既代表「劳工」，也代表「管理」——也就是说，既代表翻译者，也代表购买这些译文的翻译机构，所以ATA协会不直接向自由职业者提供集体协商或健康保险等福利。

## 专业发展
协会的主要目标是促进和支持笔译和口译人员的专业发展，并促进翻译和口译职业。 协会提供各种方案和服务，以支持这些目标，包括全年举办一系列为期一天的研讨会和讲习班，每年秋季举行一次阿拉伯文化协会年度会议，这两次会议都有关于不同专业和语言的教育和培训。

## 认证
ATA协会目前提供以下对语文的认证考试：
包括阿拉伯语，克罗地亚语，丹麦语，荷兰语，法语，德语，匈牙利语，意大利语，日语，波兰语，葡萄牙语，俄语和西班牙语。
包括从英语到中文，克罗地亚语，荷兰语，芬兰语，法语，德语，匈牙利语，意大利语，日语，马其顿语，波兰语，葡萄牙语，俄语，西班牙语和乌克兰语
截至2004年，本组织要求成员在协会核准的课程中完成一定数量的"继续教育"要点，以便在通过认证考试后保留证书。

## 管治
ATA 受其章程管辖，并有一名主席、一名当选主席、一名秘书、一名财务主任和一个董事会，该委员会有九名成员。 此外，还有一名执行主任负责业务。

### 现职人员[8]
- 大卫 · 拉姆西，总统
- 科琳 · 麦凯，当选总统
- 鲁迪 · 海勒，秘书
- 特德 · 沃兹尼亚克，财务主管

## 刊物
- ATA 纪事报 （页面存档备份，存于）

《ATA纪事》是一份每月出版物，只有硬拷贝格式，将与翻译有关的各种问题的文章与经常性的特点结合起来。

## 结构
ATA协会各部门为成员提供了一种建立联系和获得职业最新信息的方式。这些部门提供通讯、在线论坛、研讨会、会议陈述和网络会议。ATA提供16个特殊利益集团或部门，基于语言或学科领域的专业。 （页面存档备份，存于）
- 中国语文科
- 法语语文科 （页面存档备份，存于）
- 德语科 （页面存档备份，存于）
- 口译科 （页面存档备份，存于）
- 意大利语文科 （页面存档备份，存于）
- 日语科 （页面存档备份，存于）
- 韩国语文科 （页面存档备份，存于）
- 语文科技科 （页面存档备份，存于）
- 文学部 （页面存档备份，存于）
- 医务科 （页面存档备份，存于）
- 北欧分部 （页面存档备份，存于）
- 葡萄牙语文科 （页面存档备份，存于）
- 斯拉夫语族科 （页面存档备份，存于）
- 西班牙语语文科 （页面存档备份，存于）
- 翻译公司部 （页面存档备份，存于）
- 科学技术部 （页面存档备份，存于）

## 协会章程
ATA协会各分会和附属机构向当地笔译员和口译员提供区域信息、营销、联网和支助服务。

## 附属团体
- 奥斯汀地区笔译和口译员协会 （页面存档备份，存于）
- 休斯顿口译和笔译协会 （页面存档备份，存于）
- 爱荷华州口译和笔译协会 （页面存档备份，存于）
- 内华达口译和笔译协会 （页面存档备份，存于）
- 新墨西哥翻译和口译员协会
- 田纳西州专业口译员和笔译员协会 （页面存档备份，存于）
- 犹他州翻译和口译员协会 （页面存档备份，存于）

## 荣誉，奖励和奖学金
美国翻译协会向翻译和口译专业人员颁发了一些奖学金和奖学金。 其中包括:
- 亚历山大·戈德奖章ーー杰出的职业服务
- 安格尔德语翻译奖ー英译文文学翻译奖
- 刘易斯·加兰蒂再奖ーー以德语以外的其他语言翻译英文
- 学生翻译奖ーー由研究生、本科生或学生组成的文学、科学或技术翻译奖
- 哈尔维·约旦奖学金基金ー -- 阿拉伯文学会西班牙语语文司
- S. Edmund Berger奖ー卓越科技翻译奖
- Jtg奖学金ー为学习科学和技术翻译或口译的学生，www.JTG-inc.网站